# Els 50 són els nous 30
Els 50 són els nous 30 (títol original en francès, Marie-Francine) és una pel·lícula de comèdia francesa del 2017 dirigida per Valérie Lemercier. S'ha doblat al català.

## Repartiment
- Valérie Lemercier com a Marie-Francine Doublet
- Patrick Timsit com a Miguel Maraõ
- Hélène Vincent com a Annick Legay
- Philippe Laudenbach com a Pierric Legay
- Denis Podalydès com a Emmanuel Doublet
- Nadège Beausson-Diagne com a Nadège
- Marie Petiot com a Clémence
- Anna Lemarchand com a Margot
- Simon Perlmutter com a Hélio
- Géraldine Martineau com a Anaïs
- Loïc Legendre com a Xavier
- Danièle Lebrun com la dona del supermercat
- Patrick Préjean com l'home del supermercat
- Pierre Vernier com el client
- Philippe Vieux com a Aymeric
- Clara Simpson com a Pamela
- Marie Barraud com a Caroline
- Salim Torki com a Nordine